# Beaurieux (België)
Beaurieux is een gehucht in de gemeente Court-Saint-Étienne in de Belgische provincie Waals-Brabant.
Beauriaux ligt in het noordoosten van de gemeente, tegen de grens met Mont-Saint-Guibert. Het gehucht ligt twee kilometer ten oosten van het centrum van Court-Saint-Étienne en slechts een kilometer ten noordwesten van de dorpskern van Mont-Saint-Guibert, waarmee het vergroeid is.

## Geschiedenis
Op de Ferrariskaart uit de jaren 1770 is de plaats weergegeven als het gehucht Baurreux.
In de jaren 1850 werd ten noordoosten van Beaurieux spoorlijn 161 tussen Brussel en Namen aangelegd. In de 19de eeuw ontwikkelde zich nijverheid langs de Orne en in het gehucht Vivier-le-Duc in buurgemeente Mont-Saint-Guibert, waardoor de bebouwing van Beaurieux verbonden raakte met de bebouwde kern van Mont-Saint-Guibert.
Op eind van de jaren 1980 werden ten noordwesten van Beaurieux de gewestweg N25 aangelegd, die het gehucht afscheidde van het centrum van Court-Saint-Étienne.

## Bezienswaardigheden
- De Ferme de Beaurieux, een historische hoeve uit het begin van de 18de eeuw. De hoeve werd in 1988 beschermd als monument.
- De Moulin de Beaurieux is een onderslagmolen op de Orne. De molen is van 1836 en het rad werd hersteld in 2004-2005.
- De Chapelle Saint-Lambert, een kapel uit 1913. De toren werd in de jaren 1920 toegevoegd.

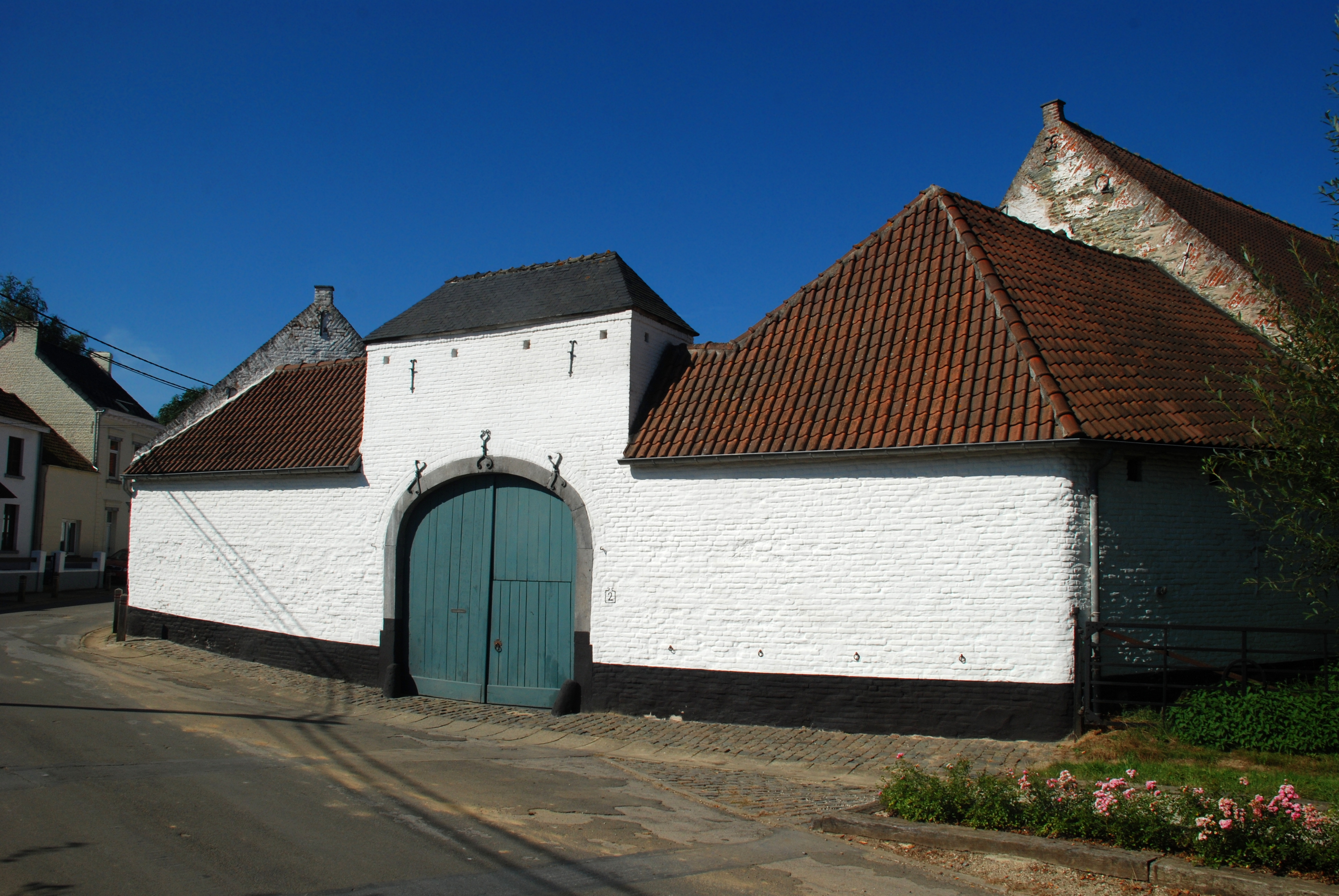
Ferme de Beaurieux
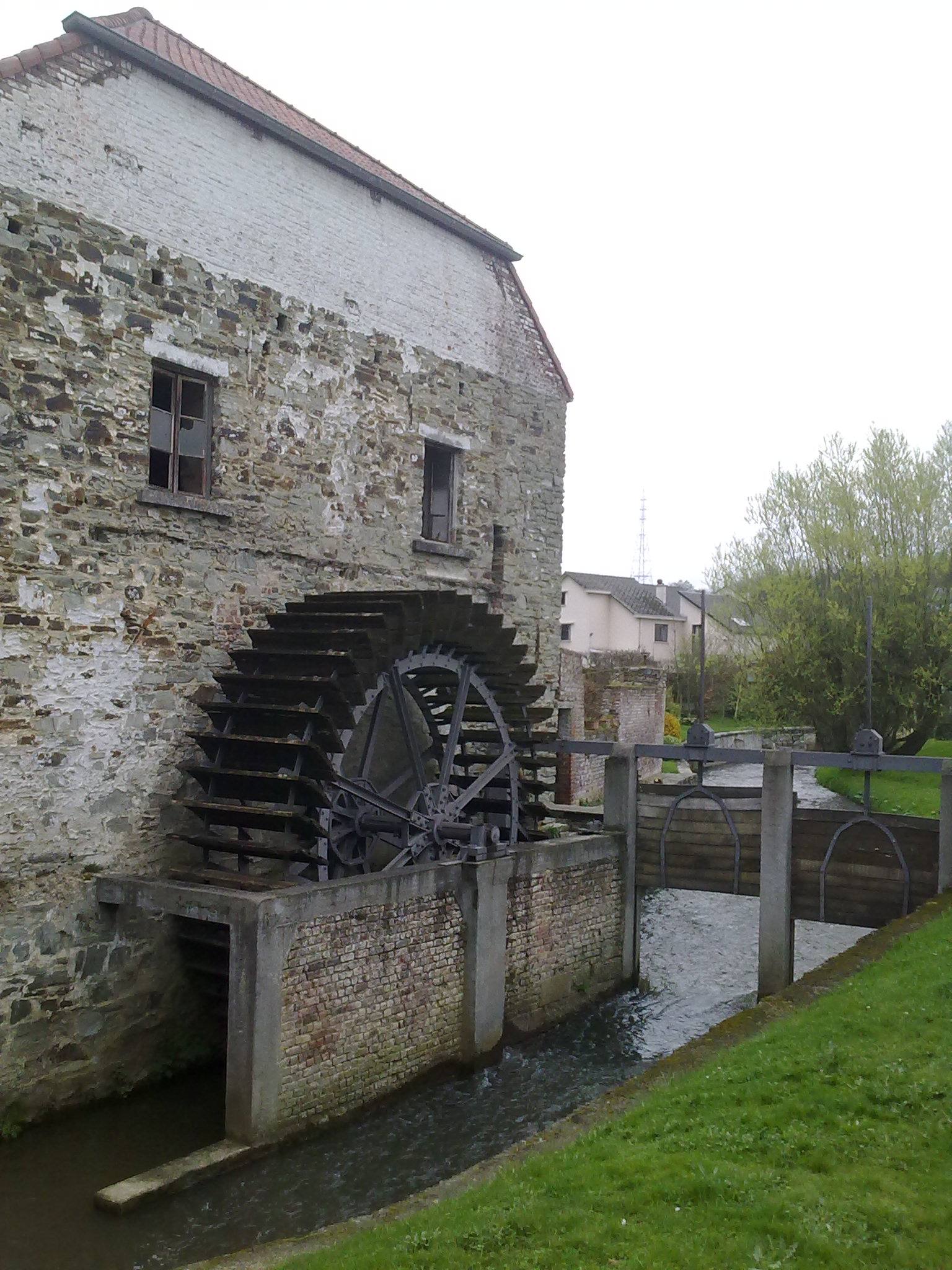
Moulin de Beaurieux

## Natuur en landschap
Beaurieux ligt aan de Orne. De hoogte aan de kapel bedraagt 92 meter. Ten westen van Beaurieux ligt het bosgebied met het Bois de Laussau en het Bois de Glori, die het gehucht scheiden van het centrum van Court-Saint-Étienne.

## Verkeer en vervoer
Ten noordwesten van Beauriaux loopt de gewestweg N25 die Ottignies-Louvain-la-Neuve en de snelweg A4/E411 verbindt met Genepiën en Nijvel.
Dorpen en gehuchten: Beaurieux · Bruyère du Sart · Le Chenoy · Court-Saint-Étienne · Faux · Limauges · Mérivaux · La  Roche · Ruchaux ·  Sart-Messire-Guillaume · Suzeril · Tangissart · Wisterzée

Belgische gemeenten · Arrondissement Nijvel · Waals-Brabant · Wallonië